# Car pini
Car pini is een keversoort uit de familie Ithyceridae. De wetenschappelijke naam van de soort is voor het eerst geldig gepubliceerd in 1911 door Lea.